# Marian Mazur
Marian Mazur (Radom, 7 dicembre 1909 – Varsavia, 21 gennaio 1983) è stato un ingegnere polacco, specializzato in elettrotermica, cibernetica e teoria della comunicazione.
Fu anche esperto dell'Accademia Polacca delle Scienze e autore di testi scientifici.

## Biografia
Suo padre, Mikołaj Mazur, lavorava come idraulico in un'officina PKP a Radom. Sua madre, Maria Mazur, era proprietaria di un salone di bellezza nella stessa città. Si diplomò al VI Liceum di Radom con il massimo dei voti. Nel 1934 completò i suoi studi di ingegneria presso l'Università Tecnica di Varsavia. Dopo gli studi, prestò servizio militare per un anno nella fortezza di Modlin. Dal 1935 al 1939 lavorò presso l'Istituto Nazionale delle Telecomunicazioni di Varsavia. Questo istituto è stato fondato e diretto da Janusz Groszkowski. Lì lavorò inizialmente in un laboratorio per misure elettriche. 
Oltre ai dispositivi di misurazione convenzionali disponibili, sviluppò anche una stazione di lavoro per misurare l'induzione delle bobine di arresto con l'aiuto della corrente continua. Dopo la creazione del laboratorio, si trasferì nel dipartimento di automazione, dove dal 1937 sviluppò le basi teoriche e un modello di laboratorio per la creazione di un collegamento telefonico automatico, con la possibilità di installarlo tra Varsavia e Katowice. All'epoca, questo era considerato un risultato pionieristico in tutto il mondo. Come parte di questo lavoro, sviluppò  un datario affidabile e completamente automatico, che rappresentava un enorme miglioramento rispetto ai datari semiautomatici disponibili all'epoca. Prima della seconda guerra mondiale, pubblicò sei articoli scientifici nel campo dell'ingegneria elettrica. L'esperienza maturata presso l'Istituto Nazionale delle Telecomunicazioni, nonché la possibilità di scegliere liberamente i temi di ricerca, influenzarono notevolmente il suo successivo lavoro scientifico.
Nel 1942 fu uno dei fondatori della teoria cibernetica dei sistemi autonomi, che include anche il trattamento cibernetico del ruolo degli esseri umani (psicocibernetica). La prima versione del manoscritto sulla della teoria dei sistemi autonomi, andò perduto durante la seconda guerra mondiale. Dopo la guerra, Marian Mazur cercò di riprendere il lavoro sulla teoria dei sistemi autonomi, ma fu difficile a causa dell'atteggiamento delle autorità su questo argomento e della necessità di ricostruire il paese. Dal 1946 al 1947 fu ispettore per il Ministero dell'Industria e del Commercio, poi lavorò nell'Istituto di Ingegneria elettronica a Międzylesie (1948-1967), vicino a Varsavia, e fu anche insegnante al Politecnico di Varsavia. 
Si occupò dei temi dell'elettrotermia, un campo del sapere in cui si verificarono molti problemi di controllo. Dapprima creò un laboratorio di misura per l'elettrotermia, poi si occupò  di analisi teoriche e ricerche sperimentali nel campo del riscaldamento radiante (infrarossi). Nel 1951 discusse la sua tesi di dottorato presso l'Università di Tecnologia di Varsavia dal titolo Radiazione di ritorno dei doppini intrecciati riscaldanti. Introdusse in letteratura m.in., una formula che esprime il coefficiente di radiazione di ritorno dei cavi scaldanti a doppino intrecciato resistivo. Nel 1954 fu nominato professore associato. Negli anni successivi, dedicò molta attenzione all'organizzazione della terminologia tecnica nel campo del vocabolario elettrico. Pubblicò diverse dozzine di articoli in questo campo e il libro Technical Terminology (1961), in cui incluse e illustrò quattordici principi terminologici.
Dopo i cambiamenti politici del 1956, in Polonia si aprì l'opportunità di conoscere ufficialmente le conquiste di un nuovo campo della conoscenza, che era la cibernetica. Scoprì che il suo concetto era ancora pionieristico su scala globale, motivo per cui decise di riprendere il lavoro sulla teoria dei sistemi autonomi. Nel corso del suo lavoro su questa teoria, dovette risolvere molti problemi parziali riguardanti, ad esempio, la teoria dell'informazione o il pensiero. Negli anni 1967-1974 lavorò presso il Dipartimento di Prasseologia dell'Accademia Polacca delle Scienze, come capo del Laboratorio di Epistemologia. A quel tempo, si occupava principalmente dei problemi della scienza e dell'ottimizzazione. Nell'anno accademico 1974-1975 insegnò cibernetica (comprese le sue teorie) all'Ecole des Hautes Etudes en Sciences Sociales di Parigi (Università di Parigi). Nel 1977 fu consulente in intelligenza artificiale presso la Rice University di Houston, negli USA.
Il suo libro Teoria cibernetica dei sistemi autonomi fu pubblicato nel 1966 e Teoria qualitativa dell'informazione nel 1970.
Marian Mazur, nonostante i suoi grandi successi scientifici, non ricevette mai il titolo di professore ordinario. Nel 1988, Grzegorz Królikiewicz realizzò un film documentario intitolato Precursor, dedicato alla sua vita e alla sua attività scientifica.
Nel 2007 venne istituita la Fondazione Professor Marian Mazur per lo Sviluppo Umano "Galileo" con sede legale a Rataje Słupskie nel comune di Pacanów.
La psicocibernetica sviluppata da Marian Mazur non ha nulla a che vedere con le idee e gli esercizi contenuti nei libri del chirurgo plastico Maxwell Maltz intitolati Psychocybernetics (1960), New Psychocybernetics, e Bobbe Sommers e Mark Falstein intitolati Psychocybernetics 2000.
Marian Mazur morì nel 1983 a Varsavia. Fu sepolto nel Cimitero Municipale Settentrionale di Wólka Węglowa (sezione W-VII-11).

## Vita privata
Fu sposato con Hanna Mazur, una cantante che si esibiva principalmente in esercizi di ristorazione. Hanno avuto due figli insieme, che vivono all'estero, in Belgio e negli Stati Uniti.